# Никонов, Кирилл Иванович
Кири́лл Ива́нович Ни́конов (4 сентября 1938, Астрахань, СССР — 11 октября 2015, Москва, Россия) — советский и российский религиовед и философ, специалист по философии религии, религиоведению и религиозной антропологии.
Доктор философских наук, профессор. Заслуженный профессор МГУ имени М. В. Ломоносова. 
Один из авторов «Атеистического словаря», «Энциклопедии религий» и «Религиоведение: энциклопедический словарь».

## Биография
Родился в Астрахани в семье учителей средней школы. Отец — учитель русского языка и литературы, мать — учительница начальных классов.
В 1952 году окончил семилетнюю школу.
В 1956 году с отличием окончил Астраханское школьное педагогическое училище имени Н. К. Крупской, получив квалификацию учителя начальной школы.
В 1961 году с отличием окончил филологический факультет Астраханского государственного педагогического института имени С. М. Кирова, получив квалификацию преподавателя русского языка, литературы и немецкого языка.
В 1961—1963 годы проходил срочную службу в Советской Армии.
В 1965—1972 годы — ассистент кафедры немецкого языка Астраханского государственного педагогического института имени С. М. Кирова, затем ассистент и доцент кафедры философии Астраханского технического института рыбной промышленности и рыбного хозяйства.
В 1968 году окончил аспирантуру философского факультета МГУ имени М. В. Ломоносова.
В 1969 году в МГУ имени М. В. Ломоносова под научным руководством М. П. Новикова защитил диссертацию на соискание учёной степени кандидата философских наук по теме «Опыт исследования современной церковной проповеди и её роли в сохранении религиозности в СССР».
В 1972—1975 — доцент кафедры философии естественных факультетов МГУ имени М. В. Ломоносова.
В 1974–1975 годы читал лекции по философии и религиоведению в Университете Павла Йозефа Шафарика в Кошице.
С 1976 года — старший преподаватель, затем доцент и профессор кафедры истории и теории научного атеизма (ныне — философии религии и религиоведения) философского факультета МГУ имени М. В. Ломоносова. Читал на философском факультет лекционные курсы «Философия религии», «Философская и религиозная антропология», «Психология религии», «Антропология религии», специальный курс для магистратуры – «Человек в религиях мира», а также курс «История религии» в Институте стран Азии и Африки
В 1983—1999 годы — учёный секретарь специализированного диссертационного совета по философским наукам при МГУ имени М. В. Ломоносова.
В 1991 году в МГУ имени М. В. Ломоносова защитил диссертацию на соискание учёной степени доктора философских наук по теме «Современная христианская антропология: Анализ основных направлений и методологии обоснования религии» (специальность 09.00.06 — научный атеизм).
В 1994 году присвоено учёное звание профессора.
Член редакционной коллегии научно-теоретического журнала «Религиоведение».
Подготовил 6 кандидатов наук.
Автор 40 научных трудов, включая 2 монографии и 5 брошюр.

## Научная деятельность
К. И. Никонов в конце 1960-х годов стал одним из первопроходцев конкретно-социологических исследований религиозности в МГУ имени М. В. Ломоносова. Им были проведены исследования протестантских общин Астрахани. Кроме того К. И. Никонов стал ведущим в России специалистом по религиозной антропологии, введя в научный оборот новое истолкование в трактовку таких понятий, как «религиозная антропология», «теологическая антропология», «религиозный опыт». Он по новому рассмотрел такие грани религиозных учений о человеке, как протологический, психосоматический, хамартиологический, эсхатологический. Исследовал эволюцию христианской антропологии, как и типы религиозно-антропологических учений. Критически рассмотрел основные направления католической и протестантской философско-теологической антропологии, что затем легло в основу построения критической философской антропологии как методологии религиоведения. Также занимался изучением феномена межрелигиозного диалога.

## Награды
- Почётное звание «Заслуженный профессор Московского университета» (2002)[2]

## Отзывы
Протодиакон А. В. Кураев в связи с кончиной К. И. Никонова отмечал: 
Сегодня скончался Кирилл Иванович Никонов — самый знающий и яркий профессор кафедры религиоведения МГУ. Мой научный руководитель в начале 80-х годов...

## Научные труды

### Диссертации
- Никонов К. И. Современная христианская антропология : (Анализ основных направлений и методологии обоснования религии) / автореферат дис. ... доктора философских наук : 09.00.06. — М.: МГУ имени М. В. Ломоносова, 1990. — 28 с.

### Монографии и брошюры
- Никонов К. И. Проповедь как средство церковников и сектантов в поддержании религиозных пережитков: На материалах конкретно-социологических исследований в г. Астрахани. — Астрахань: Дом политического просвещения Астраханского обкома КПСС, 1968. — 69 с. — (В помощь руководителям семинаров, лекторам, самостоятельно изучающим научный атеизм, философию и ведущим индивидуальную атеистическую работу/).
- Никонов К. И. Критика современной религиозной антропологии. — М.: Знание, 1979. — 64 с. — (Новое в жизни, науке, технике).
- Адрианов Н. П., Никонов К. И. Актуальные вопросы атеистического воспитания в свете решений XXVI съезда КПСС : По материалам респ. семинара лекторов о-ва «Знание» РСФСР в Новосибирске. — М.: о-во "Знание" РСФСР, 1982. — 40 с. — (В помощь лектору. / О-во "Знание" РСФСР, Науч.-метод. совет по пропаганде науч. атеизма).
- Никонов К. И., Тажуризина З. А. Критика идеологических основ православного монашества. — М.: Знание, 1982. — 64 с. — (Новое в жизни, науке, технике).
- Никонов К. И. Современная христианская антропология: Опыт философского критического анализа. — М.: Изд-во МГУ, 1983. — 184 с.
- Никонов К. И. Религиозные концепции человека в современном борьбе идей: критический анализ. — М.: Знание, 1986. — 64 с. — (Новое в жизни, науке, технике).
- Никонов К. И. Критика антропологического обоснования религии. — М.: Изд-во МГУ, 1989. — 192 с. — (Атеизм). — ISBN 5-211-00209-1.
- Никонов К. И. Религиозен ли человек по природе?. — М.: Знание, 1990. — 64 с. — (Новое в жизни, науке, технике). — ISBN 5-07-000837-4.
- Основы религиоведения: учебник для студентов вузов / Борунков Ю. Ф., Никонов К. И., Яблоков И. Н. и др.; Под ред. И. Н. Яблокова. — 2-е изд., перераб. и доп. — М.: Высшая школа, 1998. — 480 с. — ISBN 5-06-003422-4.
- Основы религиоведения: учебник для студентов вузов / Борунков Ю. Ф., Никонов К. И., Яблоков И. Н. и др.; Под ред. И. Н. Яблокова. — 3-е изд., перераб. и доп. — М.: Высшая школа, 2000. — 480 с. — ISBN 5-06-003742-8.

### Статьи
на русском языке
- Никонов К. И. К вопросу об уровнях религиозного сознания // Вопросы научного атеизма. Вып. 11. Психология и религия / Редкол. сб. А. Ф. Окулов (отв. ред.) и др.; Акад. обществ. наук при ЦК КПСС. Ин-т научного атеизма. — М.: Мысль, 1971. — С. 236—249. — 344 с. — 16 300 экз.
- Никонов К. И. Христианская антропология и современность // Религии мира. — М., 1987.
- Никонов К. И. Протестантизм // Лекции к курсу "Основы религиоведения". — Новосибирск, 1993.
- Никонов К. И. Философско-антропологические аспекты религиозного плюрализма // XIX Всемирный философский конгресс. Сборник резюме. — М., 1993. — Т. 2.
- Никонов К. И. Человек в религиозном и нерелигиозном мировоззрениях. Протестантизм. Протестантская философия и теология // Основы религиоведения. — М., 1994.
- Никонов К. И. Человек-Протей: кризис антропологического оптимизма // Философия религии и религиозная философия: Россия. Запад. Восток. — СПб., 1995.
- Никонов К. И. Христианская антропология и современность // Лекции по религиоведению. — М., 1998.

на других языках
- Nikonov K. I. Die religiose Anthropologie der Gegenwart // Der Mensch. Neue Wortmeldungen zu einem alten Thema. Berlin, 1982;
- Никонов К. И. Наблюдения о религиозности. К религиозной ситуации в посткоммунистической России // Секуляризация. Дехристианизация. Рехристианизация в Европе нового времени. — Геттинген, 1997.